# 特洛伊妇女

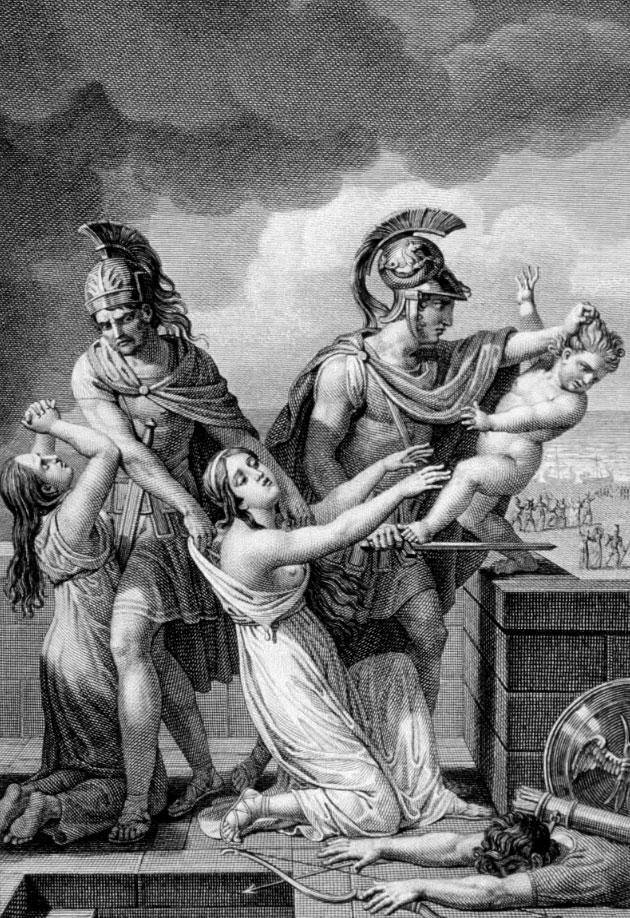
一幅画描绘孩子阿斯堤阿那克斯从特洛伊城墙上被扔下，而他的母亲安德洛玛刻则在一旁看着

《特洛伊妇女》（英語：The Trojan Women）是古希腊诗人欧里庇得斯的著名悲剧。

## 内容
《特洛伊妇女》用特洛伊战争这个真实的故事，映射公元前416年雅典人在墨罗斯岛的大屠杀。

## 主题和风格
《特洛伊妇女》中，详细描述了特洛伊城被焚烧破坏，男性全部被赶尽杀绝，女性则被当做奴隶，赫克托耳的幼子则被希腊人从高高的城墙上面往下面摔死。
欧里庇得斯在该剧中详细描写这些战争残酷的一面，以抒发对战争惨无人道的针砭和对生命的尊重。

## 题材
《特洛伊妇女》取材于《荷马史诗》里著名的“特洛伊战争”，耗时10年的战争，只因为特洛伊王子帕里斯带走斯巴达王妃海伦。